# Eldrör

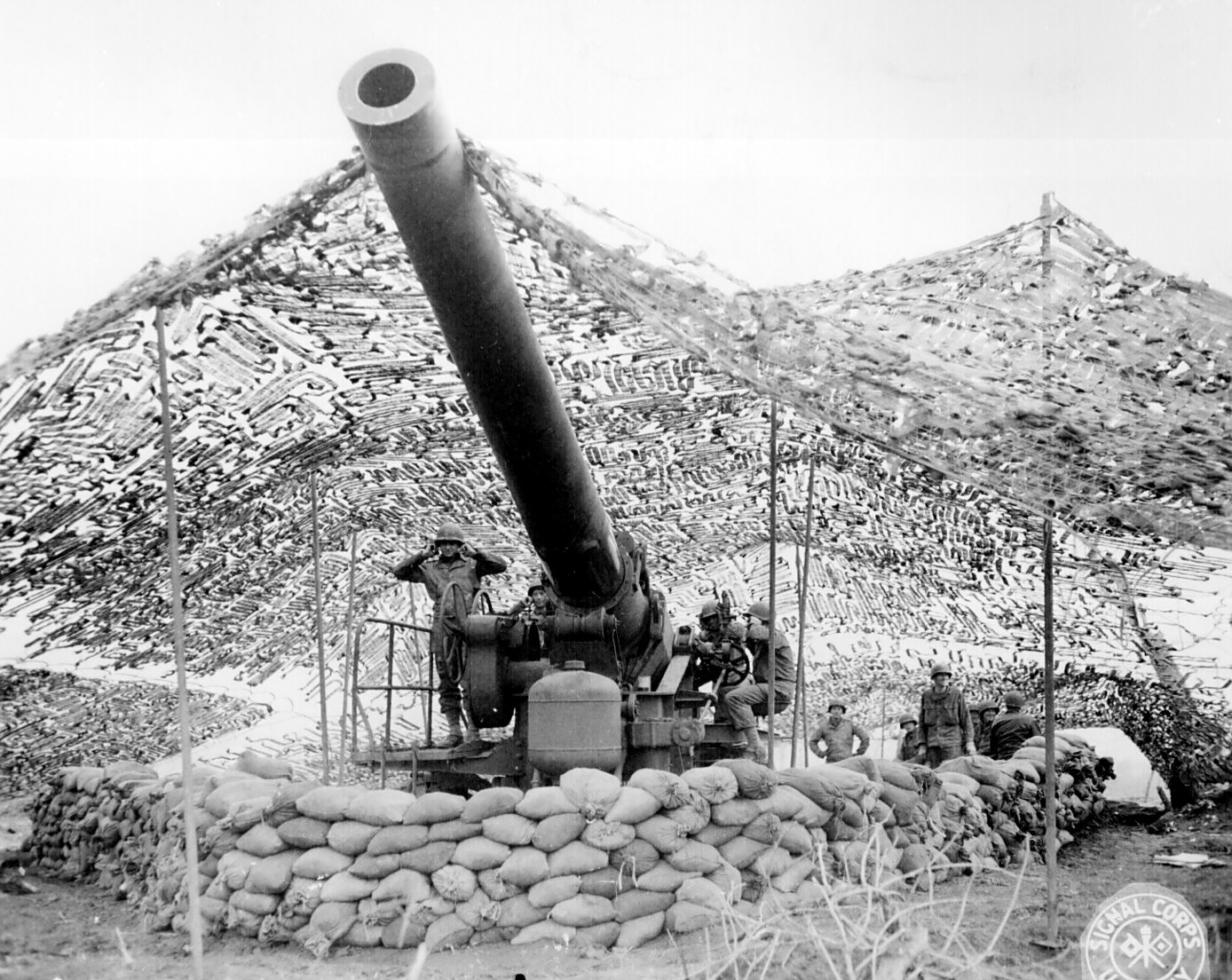
Eldrör på 240 mm haubits.

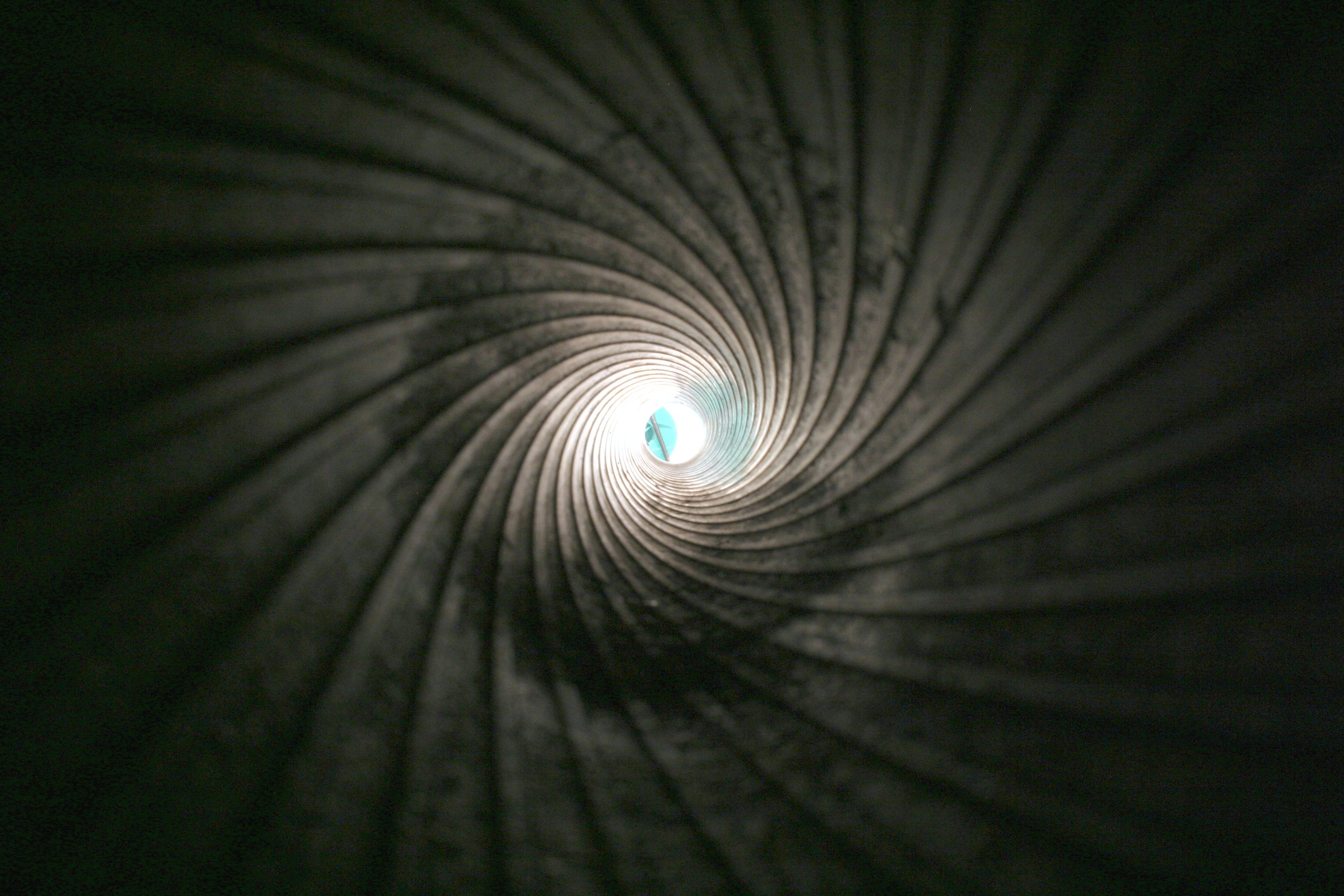
Räfflorna i ett eldrör från första världskriget.

Eldrör är den del av ett eldvapen som projektilen vid skottlossningen genomlöper och där projektilen får sin riktning, hastighet och eventuella rotation.
Eldrörets hålighet är uppdelad i tre delar: patronläge, lopp och mynning. Innerdiametern hos ett eldrör benämns kaliber. Vid finkalibriga vapen (kaliber mindre än 20 mm) kallas eldröret pipa.
Riktningen ställs in vid sikte mot målet.
Loppets längd påverkar hur hög utgångshastighet man kan uppnå och därmed även hur långt man kan skjuta. En haubits har typiskt kortare eldrör men högre utgångsvinkel än motsvarande kanon, och är avsedd för kasteld snarare än flackeld.
Om loppet är försett med räfflor som följer en skruvlinje bringas projektilen att rotera axiellt, vilket förbättrar stabiliteten och medverkar till en mer kontrollerad projektilbana, enligt principen om rörelsemängdsmoment ("gyroeffekten"). Dock ger rotationen i kombination med luftmotståndet en liten avvikelse i sidled, förutom den ballistiska kurvan som orsakas av gravitationen, se ballistik. För underkalibrerade fenstabiliserade projektiler, såsom pilprojektiler, används däremot helst slätborrat lopp.
Det finns även rakräfflade eldrör, där räfflorna är helt longitudinella.

## Historik
De tidigaste kanonerna kända i Europa är från 1000-talet. Från början användes slätt lopp och vanligen rund stenkula, från 1600-talet gjutjärn. Från 1500-talet började praktisk användning av spränggranater, vilket blev standard på 1800-talet. 1803 började brittiska armén använda Henry Shrapnels kanonskjutna granatkartesch.

Frontladdade kanoner hade varit standard men Martin von Wahrendorff uppfann den första moderna bakladdaren 1837, som snabbt blev ersättare. 

På 1800-talet blev även eldrör med räfflat lopp vanliga, vilket även kunde användas till runda kulor. 

en:RML 17.72 inch gun från 1870 var 450 mm och användes på fartyg och i kustartilleri.
Längsta eldröret i bruk i första världskriget hade Pariskanonen, 28 m, 238 mm kaliber, och sköt genom stratosfären innan projektilerna landade i Paris, upp till 130 km bort. 

en:Obusier de 520 modèle 1916 med 560 mm kaliber, 30,4 m långt, tillverkades men hann inte användas under första världskriget.
Schwerer Gustav hade andra världskrigets grövsta eldrör, 80 cm, och var 32,5 m långt.

Bara mörsarna en:Mallet's Mortar och en:Little David var grövre, 914 mm, men de har inte använts i strid. Detsamma gäller tsarkanonen, 890 mm, från 1586. Nazitysklands fasta kanon V-3 hade ett lopp på över 130 meter, kaliber 15 cm, och arbetade med flerkammarprincip, men fungerade aldrig tillfredsställande för att användas.
Detta kan jämföras med Yamato-klassens fartygspjäser som "bara" mätte 460 mm.

(Se vidare en:List of the largest cannons by caliber)